# Leptotes (djur)
Leptotes är ett släkte av fjärilar. Leptotes ingår i familjen juvelvingar.

## Bildgalleri

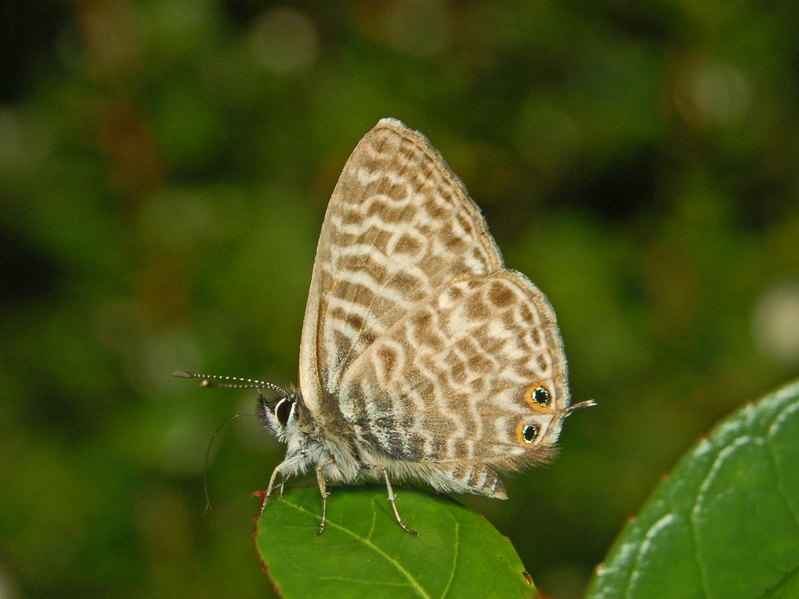
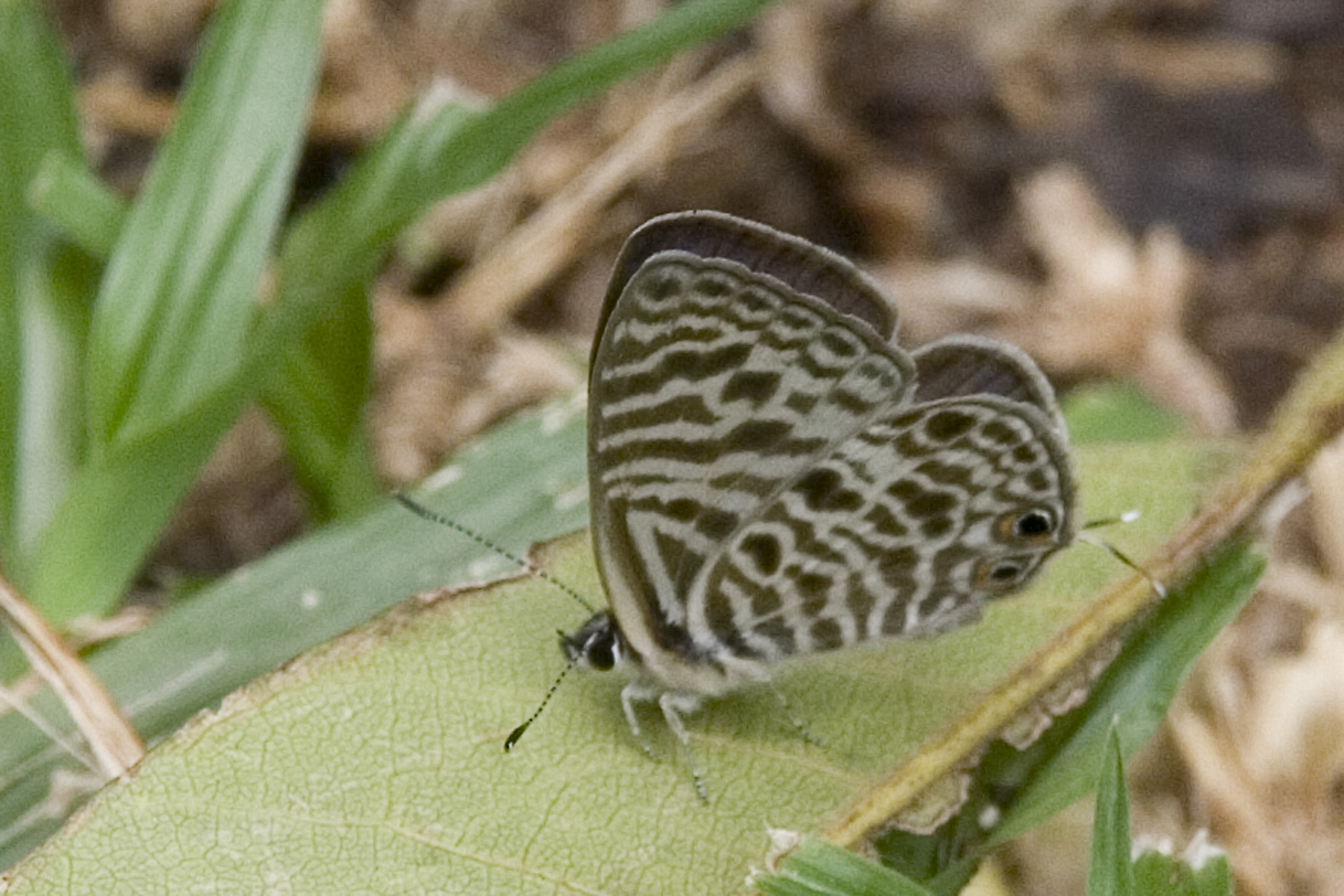
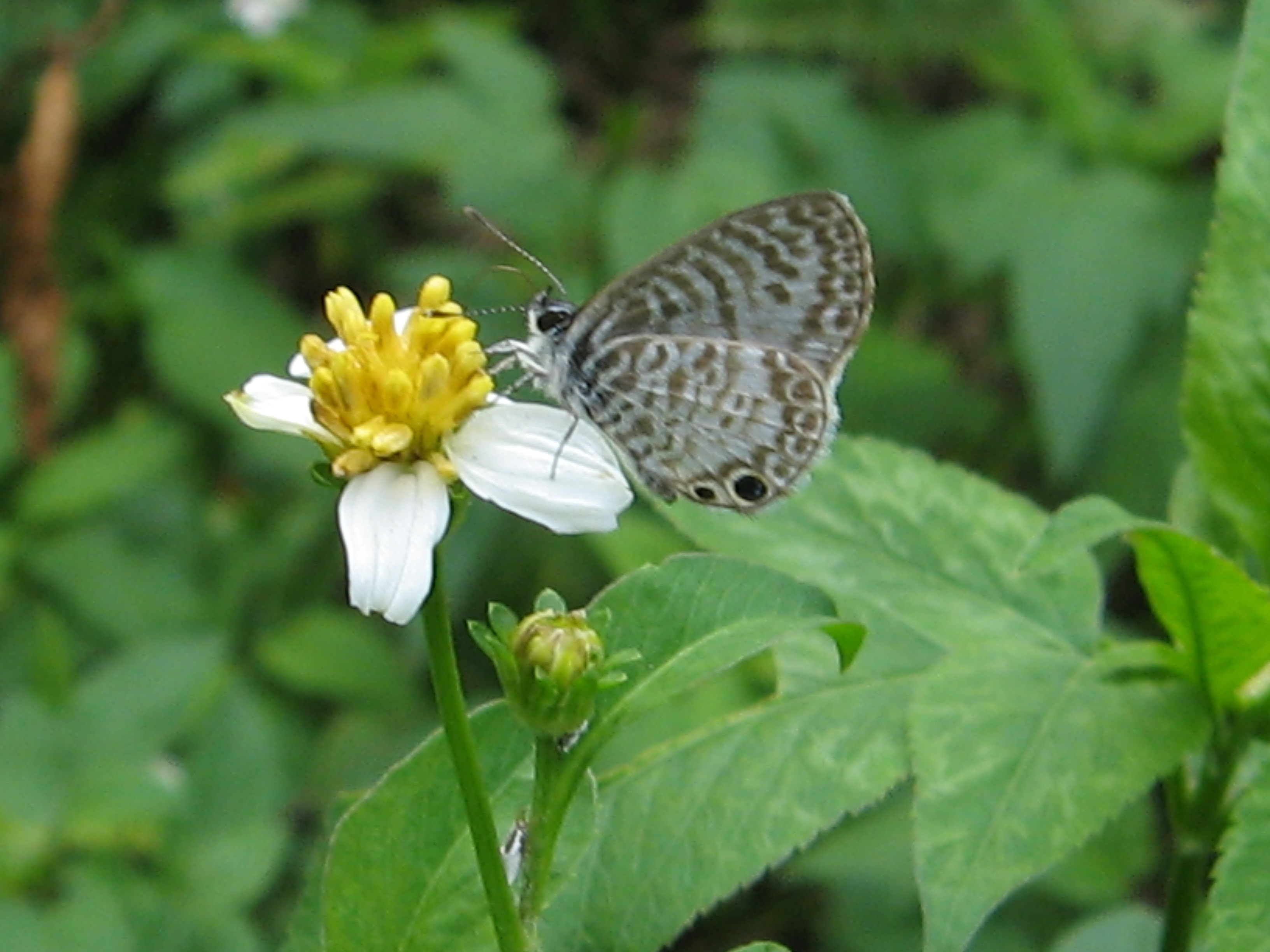

## Dottertaxa tillLeptotes, i alfabetisk ordning[1]
- Leptotes atavica
- Leptotes babaulti
- Leptotes baeticus
- Leptotes borealis
- Leptotes brevidentatus
- Leptotes burdicki
- Leptotes callanga
- Leptotes casca
- Leptotes cassidula
- Leptotes cassioides
- Leptotes cassius
- Leptotes catalina
- Leptotes chadwicki
- Leptotes deficiens
- Leptotes floridensis
- Leptotes hoffmannsegii
- Leptotes infrapallida
- Leptotes insulana
- Leptotes insulanus
- Leptotes jeanneli
- Leptotes juncta
- Leptotes lybas
- Leptotes manusi
- Leptotes marginalis
- Leptotes marina
- Leptotes mayottensis
- Leptotes ornata
- Leptotes perkinsae
- Leptotes pirithous
- Leptotes posticelatenigra
- Leptotes pulchra
- Leptotes rabefaner
- Leptotes reakirti
- Leptotes sanctithomae
- Leptotes semitetrica
- Leptotes socotranus
- Leptotes striata
- Leptotes telicanus
- Leptotes tetrica
- Leptotes theonus
- Leptotes trigemmatus
- Leptotes violacea